# Bliccelők (filmszkeccs)
A Bliccelők 1962-ben készült humoros rövidfilm, filmszkeccs, melyben élvonalbeli színészek közreműködésével mutatják be a villamosokon való bliccelés különféle módozatait. A film készítésének idején a villamosokon kalauz szolgált, a jegyet tőle kellett megvenni, vagy vele érvényesíttetni. A megváltott jegyet a kalauzon felül az ellenőr és az önkéntesként működő úgynevezett „társadalmi ellenőr“ is kérhette bemutatásra. Az előre megváltott és az utasok által lyukasztógéppel kezelt jegyek 1969-es bevezetése után a kalauzok munkája megszűnt, a bliccelőknek már csak az ellenőröktől kellett tartaniuk. .

## Cselekmény
Két fiatalember utazik a villamos lépcsőjén. Mikor a kalauznő  jegyváltásra kéri őket, „majd legközelebb kettőt veszünk, addig is pá pá szivi“ felkiáltással leugranak a lépcsőről. 
Az utastérben álló idősebb hölgy meg is állapítja, egy felnőtt ember 50 fillérért sose tenne ilyet, sose tenne ilyet. 
A narrátor azonban bemutatja, hogy de még mennyire, majd végigveszi a bliccelés különféle módozatait: 
1. Az utas, aki nem találja a megvett jegyét: a néni, aki sosem tenne ilyet, maga sem vett jegyet. Mikor a kalauz kéri, hogy mutassa be, csak keresgél a táskájában, hogy nahát nem találom, pedig előbb már megvettem, biztos leesett.
2. Az elmélyült olvasó: amikor a kalauz jön, mélyen belemerül egy napilapba, remélve, hogy a kalauz nem veszi észre és megfeledkezik róla. Lebukás esetén megsértődik.
3. Akinek másnál van a jegye: a kisfiú a kalauznak azt mondja, hogy a peronon álló papájánál (aki valójában egy idegen férfi) van a jegye. Mire a kalauz visszamenne hozzá, már leszállt, a jegy árából kijön egy fagyi.
4. A pendliző: minden megállóban leszáll, majd a kocsi másik végén visszaszáll, így próbálja elkerülni a kalauzt.
5. A bújócskázó: számára a bliccelés nem a pénzről szól, hanem afféle sport, társasjáték, képes-e kicselezni a kalauzt.
A narrátor a film végén közli, ennyire alacsony jegyárak mellett nem érdemes bliccelni, viszont a bliccelések okozta veszteségekből évente hat korszerű, csuklós villamost lehetne beszerezni.

## Szereplők
- Bodrogi Gyula: narrátor
- Avar István: kalauz
- Lengyel Erzsi: kalauznő
- Misoga László: idős kalauz
- Gelley Kornél: ellenőr
- Márky Géza: kalauz
- Gobbi Hilda: jegynélküli utashölgy
- Tompa Sándor: a bliccelőn felháborodott utas
- Hlatky László: újságolvasó utas
- Kósa András: a lépcsőn leugró utas
- Petrik József: a lépcsőn leugró másik utas
- Szuhay Balázs: utas, „aki a barátnője mellé kéri a jegyet“
- Boros János:
- Csonka Endre: a jegyet kérő társadalmi ellenőr
- Ferencz László: a jegyet nem váltó kisgyerek „apja“
- Szegő Tamás: